# Christian Lehmann
Christian Lehmann, född 1796 i Köpenhamn, död okänt år, var en dansk porträttmålare, ekvilibrist och musiker.
Han var son till vokspousserer Carl Lehmann och Dorothea Egersdorff samt från 1820 gift med Hanne Sophie Price och bror till målaren Carl Peter Lehmann. Han förekommer omnämnd under sin styvfars namn (Légat) i Göteborg 1814 där han undervisade i spel på harpa. Från år 1848 fram till slutet av år 1852 var han på resa med sin bror i Nordamerika där de utförde en mängd teckningar och även samlade ihopa en mängd naturhistoriska saker.